# Karl Alfred Svensson
För den svenske politikern med samma namn, se Carl Alfred Svensson
Karl Alfred Svensson, född 2 juni 1891 i Helsingborg, död 13 juli 1978 i Helsingborg, var en svensk författare, översättare och bibliotekarie.
Han arbetade som journalist vid Skånska Social-Demokraten 1917–1919, var anställd vid Helsingborgs arbetarekommuns bibliotek 1922 och dess föreståndare 1925–1953. Därefter bibliotekarie vid Helsingborgs stadsbibliotek 1953–1956.
Svensson är främst känd som en kännare av Vilhelm Ekelunds verk och redigerade fem postumt utgivna böcker av Ekelund. Han är gravsatt vid Helsingborgs krematorium.